# Declaração de Genebra da Associação Médica Mundial
A Declaração de Genebra foi aprovada pela Assembleia Geral da Associação Médica Mundial em Genebra, 1948, sofrendo alterações em 1968, 1984, 1994, 2005 e 2006. A declaração foi concebida como uma revisão modernizadora dos preceitos morais do Juramento de Hipócrates e tem sido utilizada em vários países na solenidade de recepção aos novos médicos inscritos na respectiva Ordem ou Conselho de Medicina .

## Texto da Declaração de Genebra

### Versão Clássica em Português[1]
"Eu, solenemente, juro consagrar minha vida a serviço da Humanidade.
Darei como reconhecimento a meus mestres, meu respeito e minha gratidão.
Praticarei a minha profissão com consciência e dignidade.
A saúde dos meus pacientes será a minha primeira preocupação.
Respeitarei os segredos a mim confiados.
Manterei, a todo custo, no máximo possível, a honra e a tradição da profissão médica.
Meus colegas serão meus irmãos.
Não permitirei que concepções religiosas, nacionais, raciais, partidárias ou sociais intervenham entre meu dever e meus pacientes.
Manterei o mais alto respeito pela vida humana, desde sua concepção. Mesmo sob ameaça, não usarei meu conhecimento médico em princípios contrários às leis da natureza.
Faço estas promessas, solene e livremente, pela minha própria honra."

### Tradução Livre da Versão Atual[2]
DECLARAÇÃO DE GENEBRA
Aprovada pela 2ª Assembleia Geral da Associação Médica Mundial, Genebra, Suíça, setembro de 1948
e alterada pela 22ª Assembleia Médica Mundial, em Sydney, Austrália, agosto de 1968
e pela 35ª Assembleia Médica Mundial, Veneza, Itália, outubro de 1983
e pela 46ª Assembleia Geral da Associação Médica Mundial, Estocolmo, Suécia, setembro de 1994
e revisada na 170ª Sessão do Conselho, Divonne-les-Bains, França, Maio de 2005 e
na 173ª Sessão do Conselho, Divonne-les-Bains, França, Maio de 2006
"NO MOMENTO DE SER admitido como membro da profissão médica:
EU JURO SOLENEMENTE consagrar a minha vida a serviço da humanidade;
EU DAREI aos meus professores o respeito e a gratidão que lhes são devidos;
EU PRATICAREI a minha profissão com consciência e dignidade;
A SAÚDE DE MEU PACIENTE será minha primeira consideração;
EU RESPEITAREI os segredos confiados a mim, mesmo depois que o paciente tenha morrido;
EU MANTEREI por todos os meios ao meu alcance, a honra e as nobres tradições da profissão médica;
MEUS COLEGAS serão minhas irmãs e irmãos;
EU NÃO PERMITIREI que concepções de idade, doença ou deficiência, religião, origem étnica, sexo, nacionalidade, filiação política, raça, orientação sexual, condição social ou qualquer outro fator intervenham entre o meu dever e meus pacientes;
EU MANTEREI o máximo respeito pela vida humana;
EU NÃO USAREI meu conhecimento médico para violar direitos humanos e liberdades civis, mesmo sob ameaça;
EU FAÇO ESTAS PROMESSAS solenemente, livremente e pela minha honra."